# Erbach (Odenwald)
Erbach este un oraș din landul Hessa, Germania. Se află la o altitudine de 250 m deasupra nivelului mării. Are o suprafață de 61,52 km². Populația este de 14.099 locuitori, determinată în 31 decembrie 2023, prin actualizare statistică[*].